# マンハッタン計画

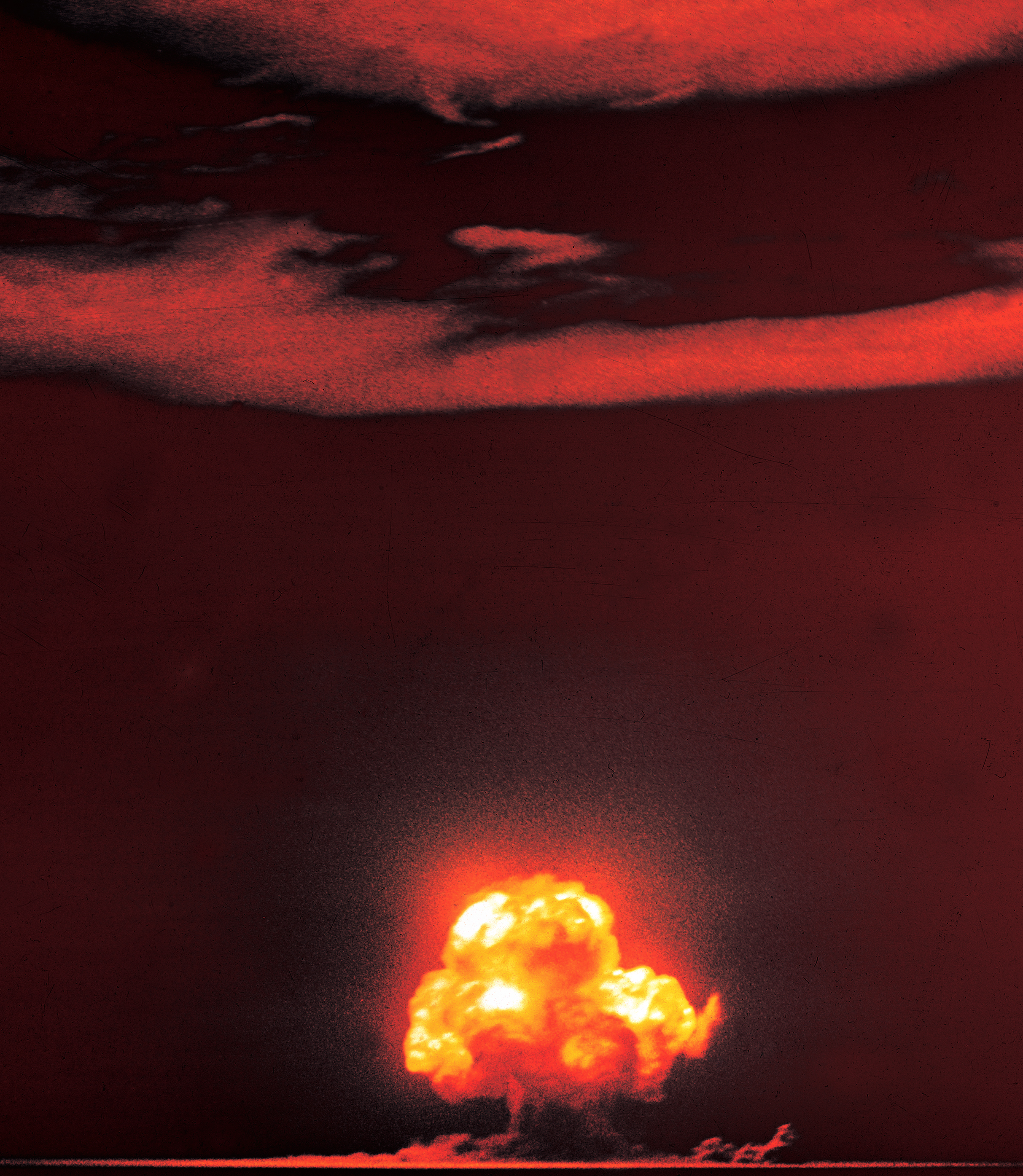
トリニティ実験の写真

マンハッタン計画（マンハッタンけいかく、英: Manhattan Project）は、第二次世界大戦中、ナチス・ドイツなどの一部枢軸国の原子爆弾開発に焦ったアメリカ、イギリス、カナダが原子爆弾開発・製造のために、科学者、技術者を総動員した計画である。陸軍大臣ヘンリー・スティムソンに戦時顧問のニューヨーク生命保険ジョージ・L・ハリソンが助言し、計画は成功し、原子爆弾が製造され、1945年7月16日世界で初めて原爆実験を実施した。さらに、広島に同年8月6日・長崎に8月9日に投下、合計数十万人が犠牲になり、戦後の核兵器開発・核実験競争の冷戦構造を生み出すきっかけともなった。
科学部門のリーダーはロバート・オッペンハイマーがあたった。大規模な計画を効率的に運営するために管理工学が使用された。
なお、計画の名は、当初の本部がニューヨーク・マンハッタンに置かれていたため、一般に軍が工区名をつける際のやり方に倣って「マンハッタン・プロジェクト」とした。最初は「代用物質開発研究所 (Laboratory for the Development of Substitute Materials)」と命名されたが、これを知った（後にプロジェクトを牽引することになる）レズリー・グローヴスが、その名称は好奇心を掻き立てるだけであるとして新たに提案したのが採用されたものである。

## 歴史

### 背景
ナチス・ドイツが先に核兵器を保有することを恐れた亡命ユダヤ人物理学者レオ・シラードらが、1939年、同じ亡命ユダヤ人のアインシュタインの署名を借りてルーズベルト大統領に信書を送ったことがアメリカ政府の核開発への動きをうながす最初のものとなった。この「進言」では核連鎖反応が軍事目的のために使用される可能性があることが述べられ、核によって被害を受ける可能性も示唆された。なお、以降アインシュタインはマンハッタン計画には関与しておらず、また、政府からその政治姿勢を警戒されて実際に計画がスタートした事実さえ一切知らされていなかった。
ルーズベルトは、国立標準局長官リーマン・ブリッグズに命じてS-1ウラン委員会を設け、シラードが提案した問題を検討した。ブリッグズは1939年10月21日にシラード、ユージン・ウィグナーとエドワード・テラーとの初めての会合を開いた。11月1日に、諮問委員会は大統領宛の報告書を作成し、潜水艦の動力源として核分裂反応の調査を開始することを報告した。しかし、「もしその（ウランの）反応が爆発性のものならば、既知のどんなものと比べてもはるかに大きな破壊力をもった爆弾になろう」と付け加えた。
ブリッグズは合衆国防衛研究委員会 (NDRC) に対して、ウランと当時発見されたばかりのプルトニウムの研究に16万7000ドルの支出を要求した。しかし当初はルーズベルトは関心を示さず、そのまま委員会は中断した。
1939年6月、イギリスでは、バーミンガム大学のユダヤ系物理学学者オットー・フリッシュとルドルフ・パイエルスが、ウラン235の臨界質量に関してブレイクスルー的な発見を成し遂げた。2人の計算によると、ウラン235を爆発させるには数kgから10kgで十分だと見積もられた。オットー・フリッシュとルドルフ・パイエルスは、後にガンバレル方式と呼ばれる単純な兵器の機構と、ドイツが核兵器を開発しつつあることに対する警告の2つのレポートを書き、バーミンガム大学物理学科主任のマーク・オリファントを通じてイギリス防空科学調査委員会議長、オクスフォード大学のヘンリー・トマス・ティザードへ送った。
これにより、1940年5月には、MAUD委員会と呼ばれるウラン爆弾の実現可能性を評価する委員会が組織された。
委員会によって起草された調査報告書は、1941年10月に合衆国政府に伝えられた。それによってアメリカ人物理学者が認識していなかったウラン爆弾の実現可能性が示された。

### 着手

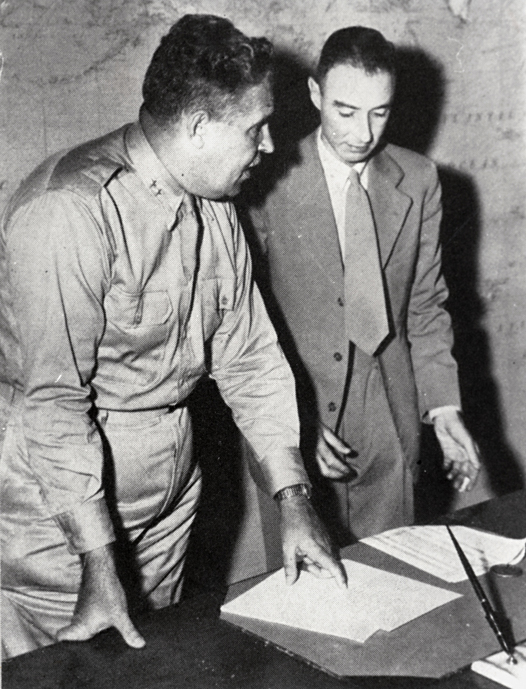
グローヴス（左）とオッペンハイマー

1942年10月、ルーズベルトはアメリカ国防研究委員会 (NDRC) 議長のヴァネヴァー・ブッシュと副大統領ヘンリー・A・ウォレスとのミーティングで、核兵器開発プロジェクトを承認した。ルーズベルトはプロジェクトの管轄を、海軍ではなく大規模なプラント建設に慣れている陸軍に行わせた。また、ルーズベルトはイギリスとの協力体制についても同意し、10月11日にはイギリスの首相ウィンストン・チャーチルに書簡を送った。
プロジェクトの実施にあたっては「陸軍マンハッタン工兵管区」と名称が付けられた組織が行うこととなった。責任者はレズリー・リチャード・グローヴス准将が1942年9月に着任した。

## プロジェクトの場所

### オークリッジ

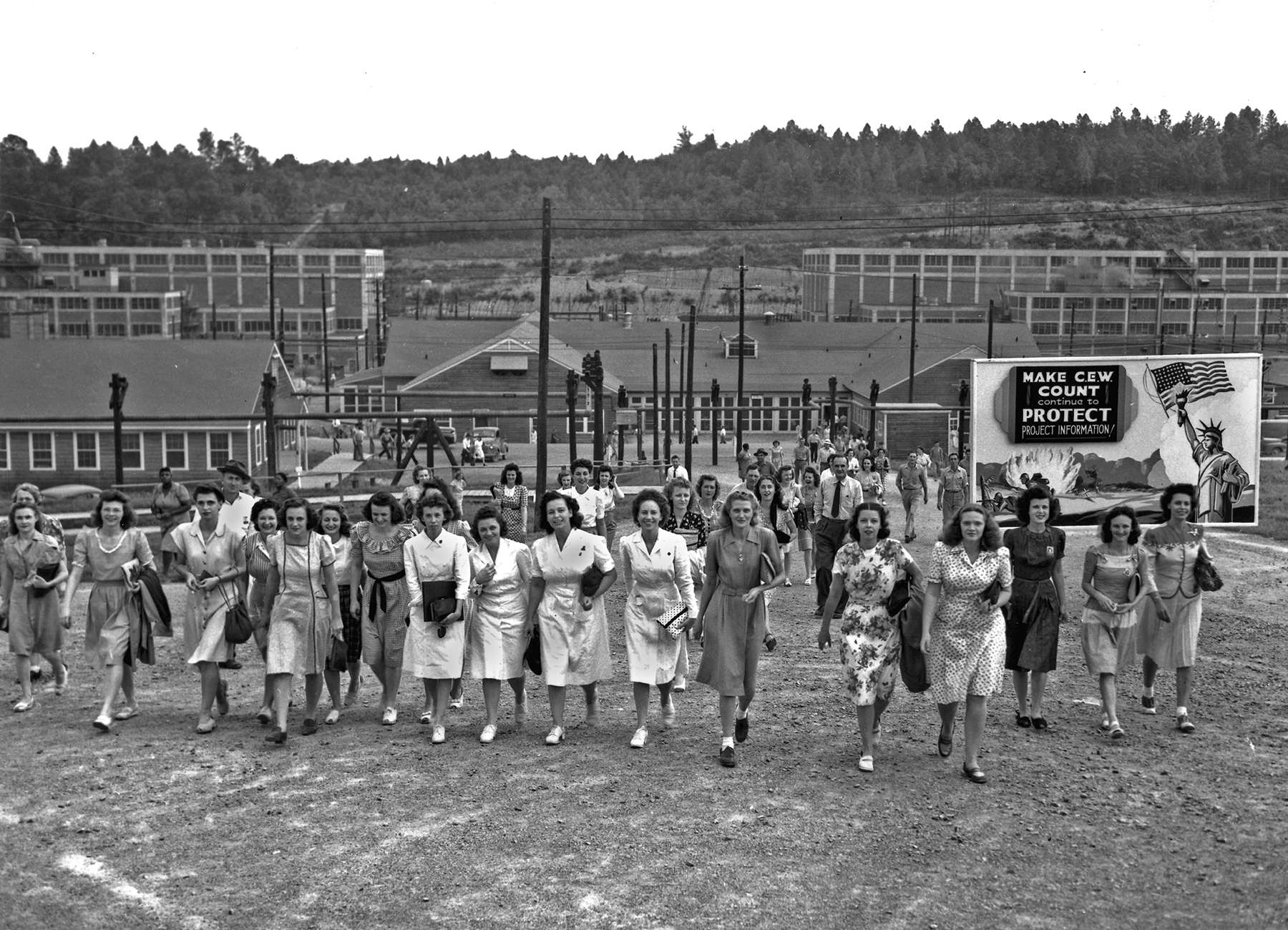
オークリッジに置かれたY-12電磁的ウラン濃縮施設のシフト交代。1945年5月には、82000人の労働者がクリントン・エンジニア・ワークスで雇われていた

マンハッタン計画が決まった翌日、グローヴス准将とジョージ・マーシャル大佐は提案されていた土地の調査のため汽車でテネシー州に向かうと、グローヴス准将はその土地に好印象を持った。
1942年2月、グローヴス准将は、ウラン精製工場と計画の司令部を設置するために、テネシー州東部クリンチ川沿いのオークリッジの土地を取得した。取得した土地の面積は56,000エーカー (23,000 ha) に上る。
米陸軍は、原爆製造に必要なウラン精製工場をオークリッジに建設した。
土地の取得費用、350万ドルは、9月29日にアメリカ合衆国陸軍次官のロバート・ポーター・パターソンによって承認された。追加の3,000エーカー (1,200 ha) も後に取得された。
10月7日に発せられた土地の取得によって影響を受けた家族は1,000以上に上る。抗議も懇願も1943年の議会による審問も何の抗力も成さなかった。11月中旬、連邦保安官は農家の家屋のドアにも退去の告知を貼り、建築請負人はここに転居してきた。いくつかの家族は1920年代にグレート・スモーキー山脈国立公園または1930年代にノリス・ダムの建設のために退去し、ここに落ち着き何世代にも受け継がれてきた家と農場からの退去に2週間の猶予を与えられた。1945年3月まで支払いが終わらなかったこの土地の買収価格は、想定価格は1エーカーにつき47ドルであったが合計たった260万ドルであった。オークリッジ全体が軍の許可なく誰も入ることができない排除区域となるという公共布告第2番が発せられた時、テネシー州知事プレンティス・クーパーは怒ってその布告書を破り捨てた。
最初はキングストン・デモリション・レンジと呼ばれていたが、1943年初頭、公式にクリントン・エンジニア・ワークス (CEW) と名付けられた。ストーン・アンド・ウェブスターは製造施設の集約を可能にするため、13,000人もの住宅地域は建築技術会社のスキッドモア・オーウィングズ・アンド・メリルにより計画および建設された。この町は後にオーク・リッジと名付けられる元のブラック・オーク・リッジの丘の上に位置していた。1943年8月、マンハッタン技術者地域の長がマーシャルからケネス・ニコルスに替わると軍が占める地域は広がっていった。彼の最初の任務の1つはこの地域の本部をオーク・リッジに移転することであったが、名称は変えなかった。1943年9月、町の施設の管理を、オーク・リッジがあるアンダーソン郡とローン郡によるローン・アンダーソン・カンパニーとして知られる子会社を通してターナー・コンストラクション・カンパニーに外注した。最初の工場ができると全米から労働者が集められ、人口は増大し、1945年5月にクリントン・エンジニア・ワークスに82,000名、ローン・アンダーソンに10,000名が雇われた時、最大の75,000名となった。
オークリッジの4つの施設にはX-10、Y-12、K-25、S-50というコードネームを与えられた。X-10サイトは後にオークリッジ国立研究所となり、Y-12サイトはY-12国家安全保障複合施設（en:Y-12 National Security Complex）として現存している。のちにオークリッジは、アトミック・シティ（原爆の町）、シークレット・シティ（秘密都市）と呼ばれるようになった。

### ロスアラモス
計画に参加する科学者達のリーダーに選ばれたのは物理学者のロバート・オッペンハイマーである。オッペンハイマーの提案で研究所はニューメキシコ州ロスアラモス（サイト Y、後のロスアラモス国立研究所）に置かれることが1942年11月に決定した。彼を研究所長に、ニールス・ボーア、エンリコ・フェルミ、ジョン・フォン・ノイマン（爆縮レンズの計算担当）、オットー・フリッシュ、エミリオ・セグレ、ハンス・ベーテ、エドワード・テラー、スタニスワフ・ウラムなど著名な科学者のほか、リチャード・ファインマンなど若手の研究者やハーバード大学やカリフォルニア大学など名門校の学生などが集められた。当時はコンピュータが実用化されていなかったために、計算だけを任務とする、数学の優秀な高校生も集められた。
その他、アーサー・コンプトン、レオ・シラード、アーネスト・ローレンス、ジョン・ホイーラー、グレン・シーボーグなどが協力した。

### ハンフォード
プルトニウムの生産場所としてオークリッジは不適切であった。オークリッジは人口密集地であるノックスヴィルに近く、予期しない事故が起こった際に市街地へ放射性物質が降り注ぐ危険があったためである。
グローヴズ准将は、建設監督となるデュポン社の民間技術者を雇用し、プルトニウム工場用地を管理する将校と一緒に土地の査定を行わせた。
プルトニウムの生産には多量の水と電気が必要とされるため、ワシントン州南央のコロンビア川沿いの盆地が候補に上がった。1943年1月末に、そこの20万ヘクタールが510万ドルで取得され、ハンフォード技術工場（Hanford Engineer Works: HEW）と名付けられ（後のハンフォード・サイトで米国で最大級の核廃棄物問題の箇所）、サイトWというコードネームが与えられた。工場の建設に当たった労働者は最終的には5000人にのぼる。
陸軍による地主に対しての農作物に対する補償額が争点となり、ハンフォードでの土地の取得計画は難航した。一部の土地は終戦後のマンハッタン計画終了までに完了しなかった。
用地買収の問題はあったものの、工場建設は進められ1943年4月に工場は稼働を開始した。当初そこで働く労働者はおよそ25000人であり、その半数は工場内のバラックに住んでいた。
計画に参加した組織等
ロスアラモスの他にもシカゴ大学冶金研究所やカリフォルニア大学バークレー校など多くの施設がマンハッタン計画に参加し、米国以外ではカナダのモントリオール大学が計画に参加している。またデュポン、ゼネラル・エレクトリック、ウェスティングハウス・エレクトリックなど民間の大企業も参画している。
この計画に対しては多額の資金（当時の額面で19億ドル）が投入された。

## ウラン鉱石
ウラン鉱石の主な産地は、1940年当時の世界でコロラド州、カナダ北部、チェコのヤーヒモフ、ベルギー領コンゴの4か所しか知られておらず、ヤーヒモフ以外は連合国側にあった。1942年の調査で、マンハッタン計画の需要にはとりあえず十分であったが、ベルギー領コンゴカタンガ州シンコロブエ鉱山などを持つユニオン・ミニエール社がニューヨーク州スタテン島に置いているストック（1,100トン）を使う決定をして、また長期的にウラン鉱石供給してもらう独占契約をユニオン・ミニエール社専務のエドガー・サンジエと秘密協定として結んだ。後に、ソビエト連邦も東ドイツにユニオン・ミニエール社が置いていたウラン鉱石のストックを察知して、それを原爆の開発に利用した。

## 開発
マンハッタン計画は秘密主義で行われ、情報の隔離が徹底された。別の部署の研究内容を全く伝えず、個々の科学者に与える情報は個別の担当分野のみに限定させ、全体を知るのは上層部のみというグローヴスの方針には、自由な研究を尊ぶ科学者からの反発も強かった。
ウラン濃縮には電磁濃縮法が使用された。当時、戦略物資として銅の使用が制限されていたので、国立銀行から銀を借りて電磁石のコイル用線材に用いた。しかし、銀は銅に比べ電気抵抗が少ないため、結果的に多少なりとも発生磁力向上と消費電力削減に貢献した。

### フランクレポート
1945年3月、連合国によりドイツが原爆を開発していない確証が得られると、ジェイムス・フランクやシラードらは、フランクレポートの提出など、対日戦での無思慮な原爆使用に反対する活動を行った。

### トリニティ実験
1945年7月16日、アメリカのニューメキシコ州ソコロの南東48kmの地点にあるアラモゴード砂漠のホワイトサンズ射爆場において、人類史上初の核実験「トリニティ」が実施された。爆発実験に使用された人類最初の原子爆弾はガジェットというコードネームをつけられ、爆縮レンズを用いたインプロージョン方式のテストを目的としたものだった。8月9日長崎に投下された原子爆弾「ファットマン」が同様の構造をしていたが、ファットマンのように空中からの投下ではなく、鉄塔上に備え付けられた状態で爆発させた。
ファットマンおよび、8月6日広島に投下されたリトルボーイは、このガジェットと並行して製造された。

## 原爆投下
米国政府のヘンリー・スティムソン陸軍長官の下に設けられた暫定委員会は6月1日、原爆投下が複合的効果をもたらすよう、標的に無警告で投下すべきであると決議した。7月16日のトリニティ実験から一ヶ月も経たないうちに、日本に原子爆弾が投下された。原子爆弾は、8月6日に日本の広島に投下され（リトルボーイ）、さらに8月9日に長崎に投下された（ファットマン）。

## 費用
| 場所         | 費用 (1945年（米ドル）) | 費用 (2011年現在の貨幣価値換算（米ドル）) |
| ------------ | ----------------------- | ----------------------------------------- |
| オークリッジ | 1,188,352,000ドル       | 145億ドル                                 |
| ハンフォード | 390,124,000ドル         | 47.6億ドル                                |
| 特別作戦物資 | 103,369,000ドル         | 12.6億ドル                                |
| ロスアラモス | $74,055,000             | 9億ドル                                   |
| 研究開発     | 69,681,000ドル          | 8.5億ドル                                 |
| 管理         | 37,255,000ドル          | 4.5億ドル                                 |
| 重水炉       | 26,768,000ドル          | 3.27億ドル                                |
| 計           | 1,889,604,000ドル       | 230億ドル                                 |

1945年10月までのマンハッタン計画の費用は、18億4500万ドルであり、1947年1月1日のAECの試算によると21億9100万ドルだった。資金の90%以上がプラント建設と核分裂物質の生産のために使われ、兵器の開発と生産には費用の10%以下しか使われなかった。
1945年までにマンハッタン計画によって開発された4つの原子爆弾（トリニティ実験のガジェット、リトルボーイ、ファットマンと使用されなかった1つ）の、1つあたりの平均製造費用は5億ドル（当時の貨幣価値）である。
しかし、マンハッタン計画の1945年までの総費用は、同時期の合衆国の小火器生産額との比較では90%、戦車の生産費の34%でしかない。

## 文化的影響
比喩表現としての「マンハッタン計画」という言葉がある。「規模は壮大だがろくな結果にならない（ならなかった）もの」のことの例えとして、しばしば使われる。2008年のリーマン・ショックに際し、金融商品製作ソフトの元開発者マイク・オシンスキーが、サブプライムローンの破綻に代表される一連の惨劇の要因の一つだとして、自らの行いをこう表現した。

## 扱った作品
映画
- 始めか終りか （The Beginning or The End、アメリカ、1947年） - 架空の人物2人を主人公として実在の人物を多数登場させた映画。
- シャドー・メーカーズ （Fat Man and Little Boy、アメリカ、1989年） - ポール・ニューマン出演の創作を交えた劇場公開用映画。ベルリン国際映画祭ノミネート。公開後すぐに打ち切られた[27] 。日本ではビデオ＆DVDスルー。
- デイワン/最終兵器の覚醒（めざめ） （Day One、アメリカ、1989年） - 史実に沿って作られたテレビ映画。エミー賞（ドラマ部門最優秀作品賞）受賞。
- デイ・アフター・トリニティー （The Day after Trinity、アメリカ、1980年） - マンハッタン計画とロバート・オッペンハイマーの半生を綴ったドキュメンタリー映画。1980年アカデミー賞、ベスト・ドキュメンタリー映画部門に入選。
- オッペンハイマー（Oppenheimer、アメリカ、2023年） - 第96回アカデミー賞7部門受賞。原爆開発の詳細を追跡するのではなくオッペンハイマーの一人称と回想の形式で進行するため、広島と長崎における原爆行使の結果は示唆にとどまり、直接描写されない。また、ジョン・フォン・ノイマンが登場せず、戦後すぐに発生したデーモン・コア事件も描かれない。

TV番組
- ドキュメンタリー「失われた世界の謎」シリーズ（ヒストリー・チャンネル）
  - 第9回「極秘の核施設」
  - 第21回「秘密の原爆工場」
- ドキュメンタリー「フランケンシュタインの誘惑 科学史 闇の事件簿」（NHK BSプレミアム）
  - 第2回「原爆誕生 科学者たちの“罪と罰”」

展覧会
- Secret cities: The Architecture and planning of the Manhattan Project - 国立建物博物館(en:National Building Museum)、ワシントンD.C.、2018.5.3-2019.3.3[28]

文献
- 「この計画はひみつです」（THE SECRET PROJECT、アメリカ、2017年）、児童向け（日本語訳、鈴木出版）
- ジェームズ・L・ノーランJr『原爆投下、米国人医師は何を見たか』藤沢町子訳、原書房、2022年

音楽
- ラッシュ「Manhattan Project」（1985年、アルバム『Power Windows』収録曲）